# じろ飴

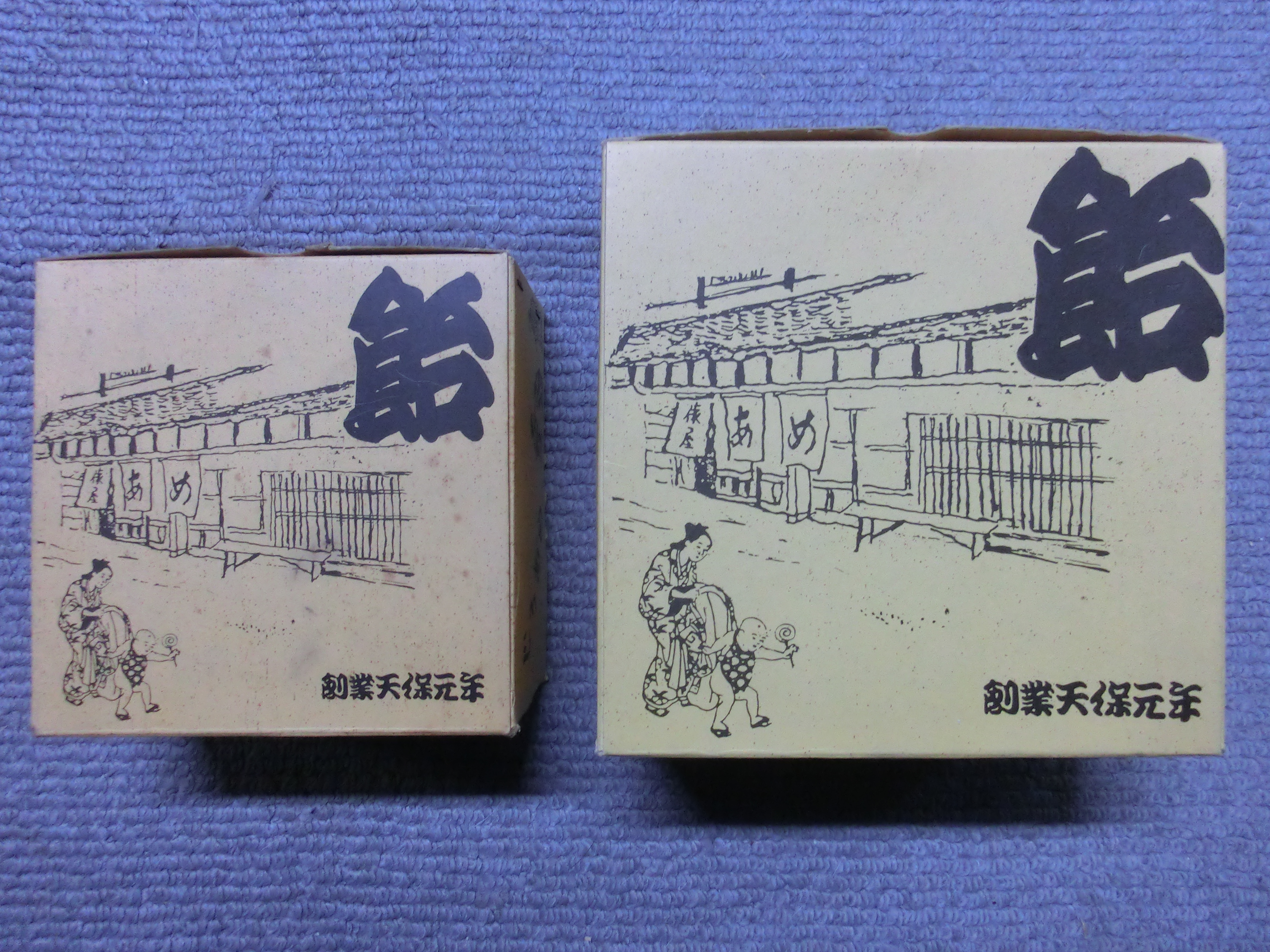
じろ飴 (950g(左)と2000g(右))

じろ飴（じろあめ）は、石川県金沢市の俵屋で作られている水あめ状の飴である。
俵屋の初代店主の次右衛門が、飢饉や凶作に際して、母乳が出なくなった母親達のために作りあげたと伝えられている。飴の原料は米と大麦のみである。砂糖・添加物は一切使われておらず、穀物本来の甘味を楽しむことができる。お湯でといた後にショウガを加えて「冷やしあめ」として飲まれるほか、じろあめから水分を抜いた「おこしあめ」は料理の味付けに使われる。
じろ飴を販売している俵屋は、天保元年（1830年）から続く老舗であり、金沢でも最古の創業である。
テレビドラマ「半沢直樹」で、主人公の好物としてドラマ内に登場した。